# Capela da Misericórdia de Aljustrel
A Capela da Misericórdia de Aljustrel, igualmente conhecida como Igreja da Misericórdia de Aljustrel, é um monumento religioso na vila de Aljustrel, na região do Alentejo, em Portugal. É considerado como um importante elemento do património no Município de Aljustrel, não só devido ao seu valor artístico e histórico, mas também por ter sido um centro de assistência social às populações.

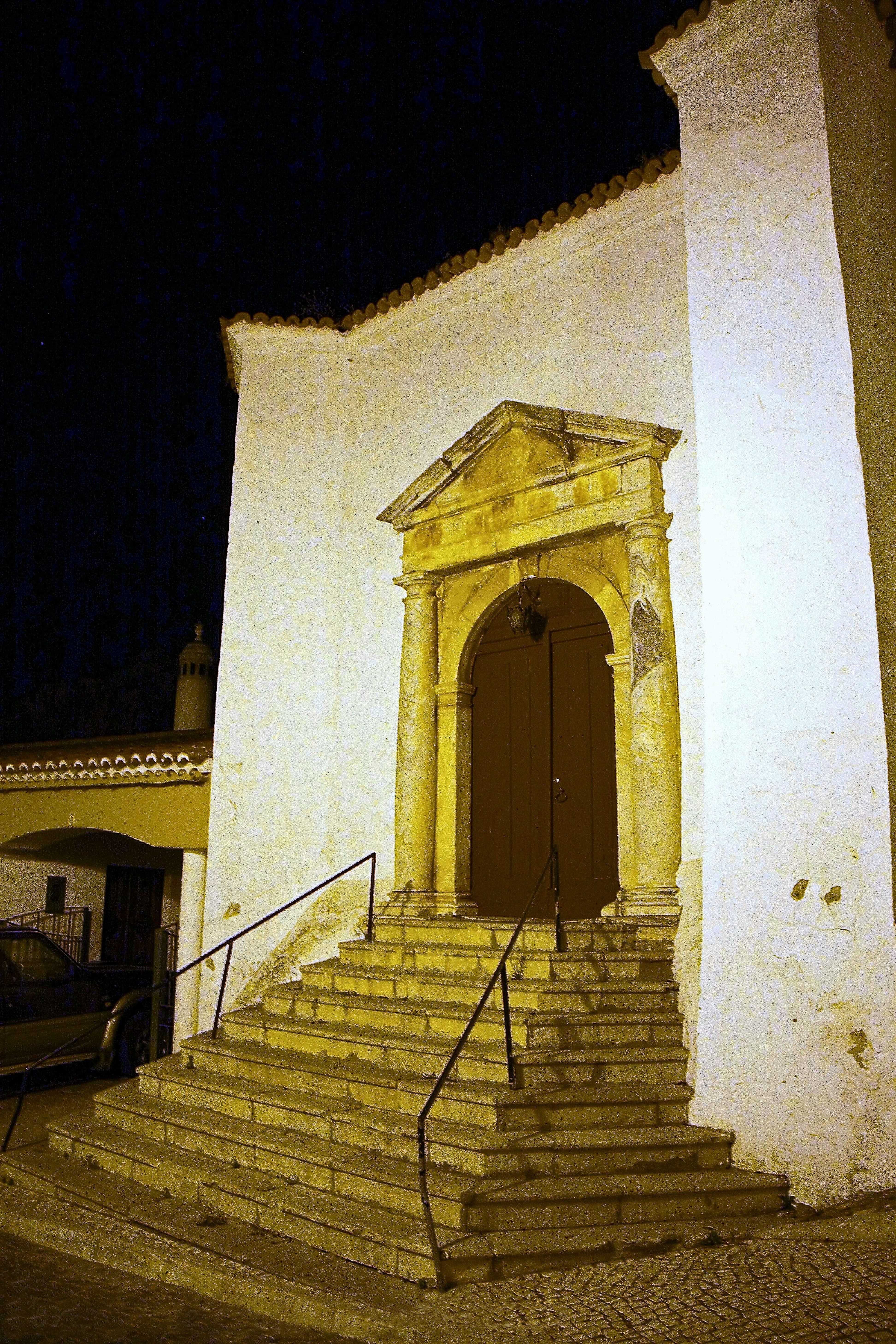
Pormenor do portal principal.

## Descrição
Do ponto de vista artístico, o imóvel integra-se principalmente no maneirismo, correspondendo aos finais da época renascentista. Possui vários elementos comuns das igrejas das misericórdias maneiristas, como a planta, o portal principal, e a porta para a Sala do Capítulo. Os vários componentes do edificio foram organizados de forma paralela, com a igreja em si e as dependências anexadas a um dos alçados laterais, disposição que também surge noutros exemplares no Sul do país, como as de Ferreira do Alentejo, Almodôvar, Mértola, Torrão e Vila Nova da Baronia. Um dos volumes do edificio é a Casa do Despacho, que está organizada de forma paralela à igreja, situação semelhante à de Castro Verde. Existem vários motivos possíveis para a utilização desde tipo de planta, em contraste com a tradicional disposição em eixo com a capela-mor, como a necessidade de melhor integrar o edifício na malha urbana e viária, aumentar o seu impacto no ambiente em redor, e facilitar o acesso por parte do provedor e dos irmãos à igreja, ressalvando desta forma a divisão social entre os membros da casa e os leigos. A fachada virada para a rua é pontuada por contrafortes, modelo utilizado igualmente noutras igrejas da região, como as de Odemira e Vila Nova da Baronia. O único elemento presente na fachada é o portal principal, sem outras aberturas ou ornamentos. No tímpano do portal encontra-se um escudo com o símbolo das Cinco Chagas de Cristo, outro elemento típico nos templos das misericórdias, surgindo igualmente nas igrejas de Alcácer do Sal, Alcantarilha, Almada, Alvito e Palmela. Este símbolo inclui uma coroa de espinhos e um chicote, em alusão ao suplício de Jesus Cristo. No friso sobre o portal encontra-se também a inscrição «MIA DNI PLENA EST TERRA», abreviatura da frase latina «misericordia domini plena est terra» («a terra está cheia da misericórdia do Senhor»), correspondente ao versículo 5 do salmo 32. O campanário está situado na fachada principal lateral, e tem um remate semi-circular, algo que é relativamente raro entre as igrejas das misericórdias, que normalmente terminam em empenas e frontões triangulares e rectos.
O interior está organizado em dois grandes espaços, uma só nave e a cabeceira, ambos de planta quadrada, sendo a capela-mor de menores dimensões, e separada da nave por um arco triunfal sobre pilastas. Destacam-se as abóbadas no interior, em arestas cruzadas, diferenciadas em ambos os compartimentos, sendo a da capela-mor de nervura em combados, enquanto que a da nave é polinervada. com uma tipologia semelhante aos modelos manuelinos. O símbolo das Cinco Chagas também aparece nas pedras de fecho das abóbadas, em conjunto com outras figuras, como a coroa de espinhos, pregos, cruz, coluna, chicote, escadas, martelo e alicate. No nicho central encontra-se uma imagem de roca da Virgem Maria, que está representada como a Senhora das Dores. Grande parte das abóbadas de nervuras nos templos alentejanos, como o de Aljustrel, foram executadas na segunda metade do século XVI, e testemunham influências tardo-medievais, que tiveram um grande impacto na região, embora com uma marcada sobriedade em termos de elementos decorativos,  mais típica dos estilos maneirista e chão. Num dos acessos à sacristia encontra-se a inscrição latina «REPARTIU DS CÕO PRS», traduzida como «repartiu Deus com os pobres». No interior da sacristia destaca-se um lavabo em pedra. Também se destaca o retábulo, os elementos decorativos da capela-mor em argamassa, de inspiração rococó, e várias tábuas que sobraram de antigos retábulos desmontados, e que foram depois ornamentadas. O espólio inclui igualmente quatro pinturas maneiristas, retratando as cenas da visitação de Santa Maria à sua prima Santa Isabel, da Anunciação do Senhor, e do Nascimento e da Ressurreição de Jesus. Segundo o padre João Rodrigues Lobato, o quadro da Visitação é de especial interesse porque é um testemunho da importante festa que era feita todos os anos, no mês de Julho, em honra de Santa Isabel. Outra importante peça é uma estátua de roca da Rainha Santa Isabel, com uma altura de cerca de 50 cm.

## História
A capela foi construída no século XVI, sendo provavelmente posterior a 1533, porque não foi referida na Visitação que foi feita nesse ano a Aljustrel. Na primeira metade do século XVII foram elaboradas as pinturas no interior, enquanto que o altar-mor e os elementos decorativos na nave foram provavelmente executados no período setecentista.
O templo tinha originalmente a finalidade de dar assistência religiosa aos doentes, e servir como local de oração por aqueles que tinham feito doações à instituição da Santa Casa da Misericórdia. Eram ali tradicionalmente celebradas as festas da Semana Santa, cujo ponto mais importante era a procissão do Senhor Morto. Posteriormente passou a ser o destino final da procissão durante a festa anual de Nossa Senhora das Dores, no IV Domingo da Quaresma. Outro importante evento que no passado se realizava nesta capela era a festa litúrgica de Santa Isabel, período no qual também se recebiam as rendas e os foros das propriedades da misericórdia, e se distribuíam as esmolas aos pobres.